# Vlad Călugărul
Vlad IV. Călugărul, traducido como Vlad IV el Monje (alrededor de 1425 -septiembre de 1495) fue el piadoso medio hermano de Vlad III (más conocido como Vlad Draculea o Drácula) y uno de los muchos voivodas del principado de Valaquia durante el siglo XV. Vlad el Monje fue uno de los aspirantes al trono de su hermano del voivodato de Valaquia, aunque no tomó parte activa en la lucha por trono hasta casi el final de la vida de Vlad III.
Su padre Vlad II había ocupado anteriormente el trono, así como sus hermanastros Mircea II, Vlad III y Radu III el Hermoso. Durante el siglo XV el trono de Valaquia era una posición muy inestable y los voivodas se sucedían rápidamente, incluso podían ocuparlo en varias ocasiones cuando eran derrocados y recuperaban de nuevo el poder. 
Tanto sus hermanastros Mircea II como Vlad III eran militares capaces y ambos lucharon contra los otomanos. En el año 1447 su padre Vlad II y su hermanastro Mircea II fueron capturados y asesinados brutalmente. Los otomanos pusieron en el trono a Vlad III, que fue expulsado del trono a los pocos meses por Juan Hunyadi. Sin embargo Vlad III recuperaría el trono en 1456, gobernando hasta 1462 durante un reinado de terror que lo haría tristemente célebre. Cuando Vlad III se rebeló contra los otomanos, fue derrocado y el trono de Valaquia fue ocupado por su hermano Radu III, pero fue derrocado  y tuvo que enfrentarse a Basarab Laiotă cel Bătrân; y ambos ocuparon el trono en varias ocasiones. En 1475 Radu III murió por causas desconocidas, y en ese momento Basarab Laiota se apoderó de nuevo del trono, sólo para ser expulsado en 1476 por Vlad III. Vlad III murió en batalla en diciembre de 1476 y los turcos repusieron a Basarab Laiota en el trono, sólo para ser expulsado por Basarab Ţepeluş cel Tânăr en noviembre de 1477.
Debido a su nacimiento ilegítimo, Vlad Călugărul fue ordenado monje con el nombre de Pacomio. Durante el reinado de Vlad III, era conocido como Sacerdos Valachorum y residía en Amlas (Transilvania), bajo la protección de los burgueses sajones de la ciudad de Sibiu (Hermannstadt). Aunque ya había sido apoyado previamente por algunos nobles boyardos para que ocupara el trono de Valaquia, fue a partir de 1477 cuando Vlad Călugărul comenzó a aspirar al mismo. Ocupó por primera vez el trono en 1481, pero lo perdió poco después ante Basarab Ţepeluş cel Tânăr. Lo recuperó de nuevo en 1482, reinando hasta 1495. En 1495 ayudó a construir la iglesia de San Nicolás de Braşov, en Transilvania. Murió ese mismo año y las fuentes históricas indican que se trató de una muerte natural. Su reinado fue largo en comparación con sus predecesores y su estabilidad se debió en gran parte al apoyo del voivoda Esteban III de Moldavia y a la paz entre el Reino de Hungría y el Imperio otomano. Fue sucedido por su hijo Radu IV, que reinaría hasta 1508.

## Familia
Vlad Călugărul se casó en dos ocasiones:
- Rada-Samaranda, que murió con el nombre de Samonida, hermana de Gherghina de Poeinari y de la que tuvo los siguientes hijos:
  - Calpea, nacida hacia 1460 y que se casó en 1482 con Staico de Rusi Logofăt y a la muerte de su esposo en 1507 con Bogdan de Popesti Spătar en 1511.
  - Radu cel Mare, nacido hacia 1467, futuro príncipe de Valaquia.
  - Mircea, asesinado el 15 de septiembre de 1497.
  - Vlad, muerto el 4 de febrero de 1488.

- En 1487 Vlad Călugărul se casó con María Palaiologina, que tomó el nombre de Eupraxia, con la que tuvo un hijo.
  - Vlad V cel Tânăr, futuro príncipe de Valaquia.